# Aciagrion steeleae
Aciagrion steeleae är en trollsländeart som beskrevs av Douglas E. Kimmins 1955. Aciagrion steeleae ingår i släktet Aciagrion och familjen dammflicksländor. IUCN kategoriserar arten globalt som livskraftig. Inga underarter finns listade i Catalogue of Life.